# Сентрал-Парк (Вашингтон)
Сентрал-Парк (англ. Central Park) — переписна місцевість (CDP) в США, в окрузі Ґрейс-Гарбор штату Вашингтон. Населення — 2841 особа (2020).

## Географія
Сентрал-Парк розташований за координатами 46°58′19″ пн. ш. 123°42′8″ зх. д. / 46.97194° пн. ш. 123.70222° зх. д. (46.971808, -123.702302).  За даними Бюро перепису населення США в 2010 році переписна місцевість мала площу 9,12 км², з яких 9,11 км² — суходіл та 0,01 км² — водойми.

## Демографія
Згідно з переписом 2010 року, у переписній місцевості мешкало 2685 осіб у 1089 домогосподарствах у складі 795 родин. Густота населення становила 294 особи/км².  Було 1150 помешкань (126/км²).
Расовий склад населення:
| - 89,8 % — білих - 2,2 % — корінних американців - 1,6 % — азіатів - 0,3 % — вихідців з тихоокеанських островів - 0,2 % — чорних або афроамериканців - 1,8 % — осіб інших рас |

До двох чи більше рас належало 4,1 %. Частка іспаномовних становила 5,8 % від усіх жителів.
За віковим діапазоном населення розподілялося таким чином: 21,0 % — особи молодші 18 років, 59,5 % — особи у віці 18—64 років, 19,5 % — особи у віці 65 років та старші. Медіана віку мешканця становила 46,6 року. На 100 осіб жіночої статі у переписній місцевості припадало 97,9 чоловіків;  на 100 жінок у віці від 18 років та старших — 98,3 чоловіків також старших 18 років.
Середній дохід на одне домашнє господарство  становив 62 547 доларів США (медіана — 49 107), а середній дохід на одну сім'ю — 72 869 доларів (медіана — 59 565). Медіана доходів становила 35 259 доларів для чоловіків та 43 000 доларів для жінок. За межею бідності перебувало 11,5 % осіб, у тому числі 16,2 % дітей у віці до 18 років та 2,5 % осіб у віці 65 років та старших.
Цивільне працевлаштоване населення становило 1271 осіб. Основні галузі зайнятості: мистецтво, розваги та відпочинок — 20,1 %, роздрібна торгівля — 13,3 %, освіта, охорона здоров'я та соціальна допомога — 11,9 %, науковці, спеціалісти, менеджери — 11,5 %.